# Scirpophaga fusciflua
Scirpophaga fusciflua là một loài bướm đêm trong họ Crambidae.